# Rainatou Sow
Rainatou Sow, née à Fria en république de Guinée, est une militante et défenseuse des droits de l'homme guinéenne.
Elle fonde, en 2011, l'organisation Make Every Woman Count,. Celle-ci réunit des femmes d'Afrique, d'Amérique et d'Europe qui utilisent leurs expériences pour promouvoir les droits et l'autonomisation des femmes et des filles.

## Biographie et études
Rainatou Sow est née à Fria. À l'âge de 12 ans, elle commence à donner des cours du soir aux filles incapables d'aller à l'école, puis s'engage dans le système politique, devenant membre du parlement des enfants guinéens en tant que ministre de l'Enfance et de la Condition féminine, y compris des apparitions à la radio et à la télévision guinéennes.
Rainatou Sow a obtenu une maîtrise en droit international à l'université Kofi-Annan de Guinée et une maîtrise en relations internationales à l'université métropolitaine de Londres.

## Parcours

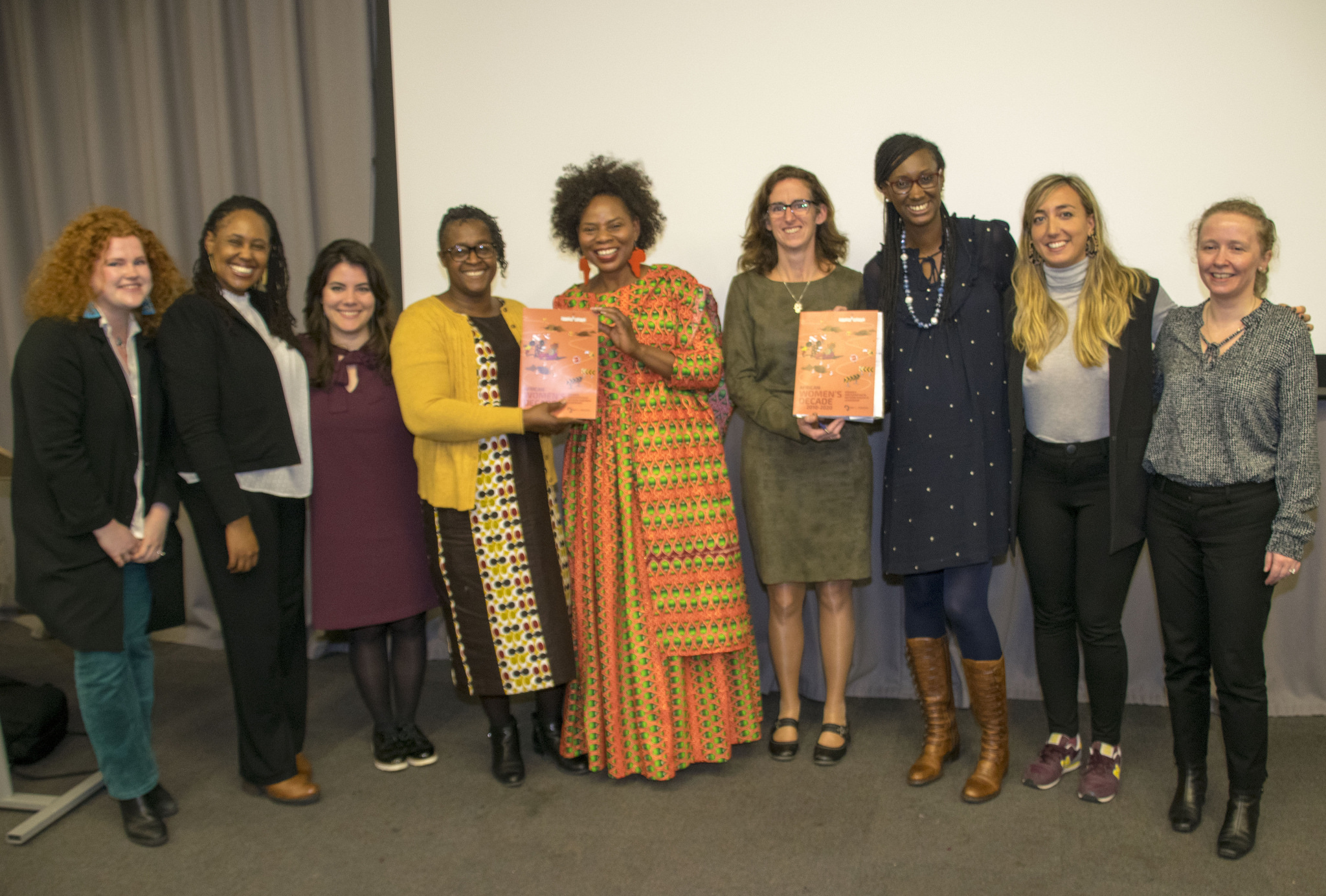

Rainatou Sow a occupé plusieurs postes en Guinée, notamment au sein de l'Organisation internationale pour les migrations (OIM), de l'Organisation mondiale de la santé et de l'UNICEF. En 2009, elle déménagé à New York, Rainatou Sow a effectué un stage au WILPF Peacewomen Project, travaillant exclusivement sur la résolution 1325 du Conseil de sécurité des Nations unies, une résolution adoptée en 2000 appelant au respect des droits des femmes dans les conflits. 

## Source de la traduction
- (en) Cet article est partiellement ou en totalité issu de l’article de Wikipédia en anglais intitulé « Rainatou Sow » (voir la liste des auteurs).